# Graduados (série télévisée, 2012)
Cet article concerne la série télévisée argentine. Pour la série télévisée chilienne, voir Graduados (série télévisée, 2013).
Graduados est une telenovela argentine de type comédie romantique coproduite par Underground Contenidos et Endemol pour Telefe. Sa diffusion a démarré le 12 mars 2012 de lundi à jeudi à 21 h 15. À partir du 13 juillet 2012 il y a même le vendredi à 22 h.

## Personnages principaux
- Nancy Dupláa - María Laura Loli Falsini/Isabel
- Daniel Henlder - Andrés Elías Andy Goddzer
- Luciano Cáceres - Pablo Cataneo
- Julieta Ortega - Verónica Vero Diorio
- Isabel Macedo - Jimena Benítez/Patricia Longo

## Personnages secondaires
- Juan Leyrado - Clemente Falsini
- Mex Urtizberea - Benjamín Tuca Pardo
- Gaston Soffritti - Martín Cataneo/Goddzer
- Paola Barrientos - María Victoria Vicky Lauria
- Mercedes Scápola - Clara Clarita Acuña
- Jenny Williams - Sofía Conte
- Chang Kim Sung - Waler Mao
- Violeta Urtizberea - Gabriela Gaby Goddzer
- Roberto Carnaghi - Elías Goddzer
- Juan Manuel Gil Navarro - Guillermo « Willy » Almada

## Autres versions
- Graduados (Chilevisión, 2013)

### Sources
- (es) Cet article est partiellement ou en totalité issu de l’article de Wikipédia en espagnol intitulé « Graduados » (voir la liste des auteurs).